# Clytocerus corniculatus
Clytocerus corniculatus är en tvåvingeart som beskrevs av Duckhouse 1975. Clytocerus corniculatus ingår i släktet Clytocerus och familjen fjärilsmyggor.
Artens utbredningsområde är Zimbabwe. Inga underarter finns listade i Catalogue of Life.